# Outback Jack
Outback Jack är en amerikansk dokusåpa från 2004 som spelades in i outbacken i Australien. Serien visades på svensk TV under år 2005.
Seriens upplägg var att tolv kvinnor som saknade vana vid friluftsliv tävlade om uppmärksamhet från Vadim Dale, en tidigare manlig underklädesmodell, som var "Outback Jack". Vinnare blev Natalie Franzman.